# Södermanlands runinskrifter 142
Södermanlands runinskrifter 142 är en vikingatida runsten av gråsten som stått i Kalkbron, Lästringe socken och Nyköpings kommun. Stenen har flyttats över sockengränsen till Bälinge socken. Runstenen är 1,1 meter hög och 1.16 meter bred. Runhöjden är 7-9 centimeter. Ristningen är delvis mycket otydlig. Runslingans nedre vänstra del är till exempel förstörd.

## Inskriften
Translitterering av runraden:
--hbinrn · auk : suain · þiʀ · bru × kiaru · iftiʀ ---(l) bruþr sin ·
Normalisering till runsvenska:
[Si]gbiorn ok Svæinn þæiʀ bro giærðu æftiʀ ..., broður sinn.
Översättning till nusvenska:
Sigbjörn och Sven de gjorde bron efter ... sin broder.